# Алексий (Бойко)
Митрополи́т Але́ксий (в миру Ви́ктор Ю́рьевич Бо́йко; 21 марта 1963, Спицевка, Ставропольский край — 13 апреля 2024) — епископ юрисдикции Старостильной православной церкви, митрополит Кавказский и Пятигорский.

## Биография
Родился 21 марта 1963 года в селе Спицевка Грачёвского района, Ставропольского края. В 1980 году закончил среднюю школу, крестился в Андреевском соборе города Ставрополь. В 1981 году служил по призыву в рядах советской армии. В 1984 году закончил медицинское училище, в 1985 году закончил музыкальное училище. В 1985 году женился и венчался.
26 октября 1986 года епископом Ставропольским и Бакинским Антонием (Завгородним) был рукоположён в сан диакона. В декабре того же года диакон Виктор был переведён из кафедрального собора штатным диаконом в храм Петра и Павла станицы Зеленчукской.
Диакон Виктор Бойко 3 мая 1987 года тем же епископом Антонием (Завгородним) был рукоположён в сан пресвитера, к тому же храму. В январе 1989 года иерей Виктор Бойко был назначен на служение в посёлок Нижний Архыз, храм в честь Ильи Пророка. 21 ноября 1990 года награждён правом ношения золотого наперсного креста.
В начале 1991 года иерей Виктор Бойко переходит в юрисдикцию Российской Православной Свободной Церкви РПЦЗ. Создаёт Успенский приход в станице Зеленчукская (Карачаево-Черкесская республика), где возводится в сан протоиерея. В 1995 году, после отделения РПАЦ, остаётся в юрисдикции епископа Валентина (Русанцова), в 1996 году награждён правом ношения креста с украшениями и митры. В 1997 году входит в состав Российской Истинно-Православной Церкви (Рафаила). Иерей Виктор Бойко 19 июня 2005 года митрополитом Рафаилом (Прокопьевым), был пострижен в монашество с именем Алексий в честь преподобного Алексия человека Божьего, и возведён в достоинство архимандрита.

### Архиерейство
21 июня 2005 года архимандрита Алексия (Бойко) рукополагают в сан епископа Зеленчукского, викария Кубанского. Его хиротонию совершили: митрополит Рафаил (Прокопьев), митрополит Венедикт (Молчанов) и архиепископ Евгений (Старостин). 21 января 2008 года назначен главой новообразованной Кубанский и Донской епархии. 5 января 2010 года возведён в сан архиепископа. 19 июля 2010 года назначен главой миссионерского отдела ИПЦ(Р). 24 сентября 2012 года архиепископ Алексий (Бойко) самоустранился от участия в деятельности ИПЦ(Р) и стал самостоятельным епископом. Его епархия насчитывает три прихода — в станице Зеленчукская, Урюпинском районе и в Тюменской области. 30 сентября 2012 года архиепископ Черкасский и Одесский Исаакий (Квитка) и епископ Иверский и Причерноморский Николай (Модебадзе) перерукополагают епископа Алексия (Бойко) с возведением его в чин архиепископа Кубанского и Донского. Архиепископ Алексий (Бойко) входит в новообразованную религиозную организацию Истинно-православная церковь Киево-Русская митрополия. 18 октября 2013 года архиепископа Алексия (Бойко) возводят в достоинство митрополита Кубанского и Донского. 10 сентября 2015 года митрополит Алексий (Бойко) покинул юрисдикцию Истинно-православной церкви Киево-Русской митрополии. 12 марта 2021 года, согласно поданному им прошению присоединить его к Старостильной православной церкви, Синод принял решение принять его через хиротесию. Митрополит Алексий (Бойко) вошёл в состав новой юрисдикции Старостильная Православная Церковь в России, возглавляемой предстоятелем митрополитом Адрианом (Брагиным). 
13 апреля 2024 года умер в больнице, после длительной болезни (рака). Был похоронен у себя на месте постоянного служения в станице Зеленчукская.